# Stanfour
Stanfour is een in 2004 opgerichte Noord-Duitse rockgroep. Ze komen van het Noord-Duitse eilandje Föhr. De broers Alex en Konstantin Rethwisch brachten voor het oprichten van de band vele jaren door in Los Angeles, waar ze zich samen met een producent met filmmuziek bezighielden. In de Verenigde Staten ontmoetten ze de twee andere bandleden en in een café aldaar kwamen ze op het idee de band Stanfour te noemen.

## Bandleden
- Konstantin Rethwisch - zang
- Alex Rethwisch - toetsen
- Christian Lidsba - gitaar
- Eike Lüchow - gitaar

## Discografie
Singles
- Do It All (2007)
- For All Lovers (2007)
- Desperate (2008)
- In Your Arms (2008)
- Crazy (2008)
- Wishing You Well (2009)
- Life Without You ft. Esmée Denters (2010)

Albums
- Wild Life (2008)
- Rise and Fall (2009)
- October Sky (2012)